# Cantone di Barr
Il Cantone di Barr era una divisione amministrativa dell'arrondissement di Sélestat-Erstein.
A seguito della riforma approvata con decreto del 18 febbraio 2014, che ha avuto attuazione dopo le elezioni dipartimentali del 2015, è stato soppresso.

## Composizione
Comprendeva i comuni di
- Andlau
- Barr
- Bernardvillé
- Blienschwiller
- Dambach-la-Ville
- Eichhoffen
- Epfig
- Gertwiller
- Heiligenstein
- Le Hohwald
- Itterswiller
- Mittelbergheim
- Nothalten
- Reichsfeld
- Saint-Pierre
- Stotzheim